# Harvard (Nebraska)
Pour les articles homonymes, voir Harvard (homonymie).
La ville de Harvard est située dans le comté de Clay, dans l’État du Nebraska, aux États-Unis. Lors du recensement de 2000, elle comptait 998 habitants.

## Source
- (en) Cet article est partiellement ou en totalité issu de l’article de Wikipédia en anglais intitulé « Harvard, Nebraska » (voir la liste des auteurs).